# Estnisches Luftfahrtmuseum
Das Estnische Luftfahrtmuseum (estnisch Eesti Lennundusmuuseum) befindet sich bei dem Dorf Lange in der Landgemeinde Kastre etwa 17 km südöstlich der zweitgrößten Stadt Estlands Tartu. Es ist das einzige Luftfahrtmuseum Estlands.

## Geschichte
Das Museum wurde im Dezember 1999 durch eine Privatinitiative um den estnischen Ingenieur und Politiker Mati Meso gegründet. Am 14. Juni 2002 konnten die ersten Besucher im Museum begrüßt werden. Durch verschiedene Public-Private-Partnerships und durch die finanzielle Unterstützung der Europäischen Union konnte sich das Museum weiterentwickeln. Das Museum besteht aus mehreren Gebäuden, in mehreren Hangars sind eine große Anzahl von Flugzeugen untergebracht.
Durch einen kleinen Landeplatz und den nur 4 km entfernten Flughafen Tartu ist das Museum in der Lage, die estnischen Luftfahrttage zu veranstalten. Diese finden alljährlich auf dem Gelände des Museums statt; nach eigenen Angaben ist dies das größte Luftfahrtereignis im Baltikum, bei dem bis zu 13.000 Besucher begrüßt werden können.

## Abteilungen
Die Sammlung des Museums ist in sieben verschiedene Abteilungen aufgeteilt, die sich nicht nur auf das Zeigen unterschiedlicher Flugzeuge beschränken. So werden unter anderem auch Flugzeugantriebe und Raketen gezeigt.

## Flugzeugmodelle
Für die Sammlung von über 400 Modellen wurde ein komplettes Gebäude mit einer Ausstellungsfläche von 420 m² errichtet. Dabei beschränken sich die Modelle nicht nur auf Flugzeuge, auch Flugzeugträger und Amphibischen Angriffsschiffe haben in der Sammlung ihren Platz.

## Flugzeuge, Hubschrauber und Gleiter

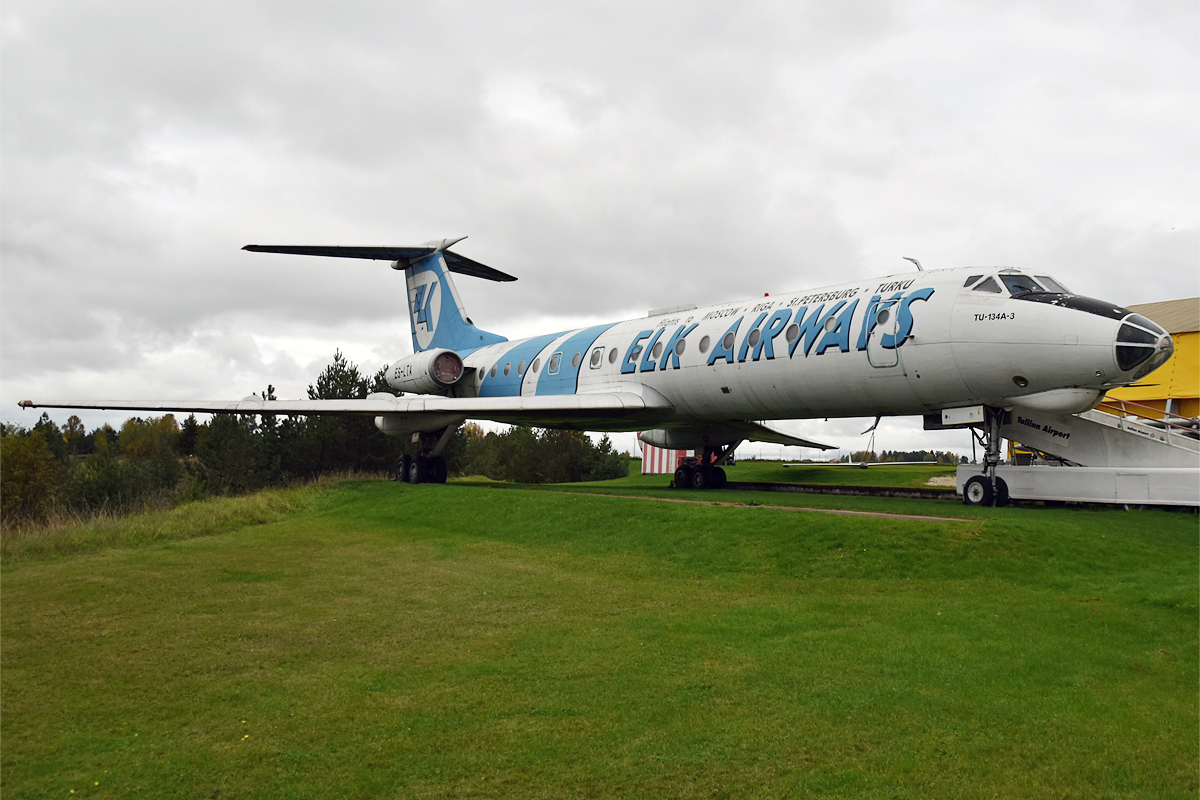
Tu-134 der ELK Airways

Die Flugzeugsammlung umfasst zivile und militärische Typen und ist nicht nur auf osteuropäische Fabrikate beschränkt, auch westliche Maschinen wie der Panavia Tornado, der F-104 Starfighter oder von der schwedischen Firma Saab AB haben einen Platz im Museum. Bei den Segelflugzeugen beschränkt sich die Sammlung auf zwei Objekte: Eine tschechische Let L-13 Blaník und eine LAK-12 des litauischen Herstellers Sportinė aviacija. Die größte Maschine des Museums ist eine Tupolew Tu-134 der ehemaligen estnischen Luftfahrtgesellschaft ELK Airways.
Weitere Flugzeuge:
Schulflugzeuge
- PZL-104 Wilga
- PZL TS-11 Iskra  der polnischen Luftstreitkräfte
- Aero L-29 Delfín
- Aero L-39 Albatros
- Hawk HW-326 der finnischen Luftstreitkräfte

Ultraleichtflugzeuge
- Aeroprakt A-22 Foxbat (noch im Flugbetrieb)

Aufklärer
- Mirage III RS (Schweizer Verteidigungsministerium)
- MiG-25 RPS
- Jak-28PP

Jäger/Jagdbomber

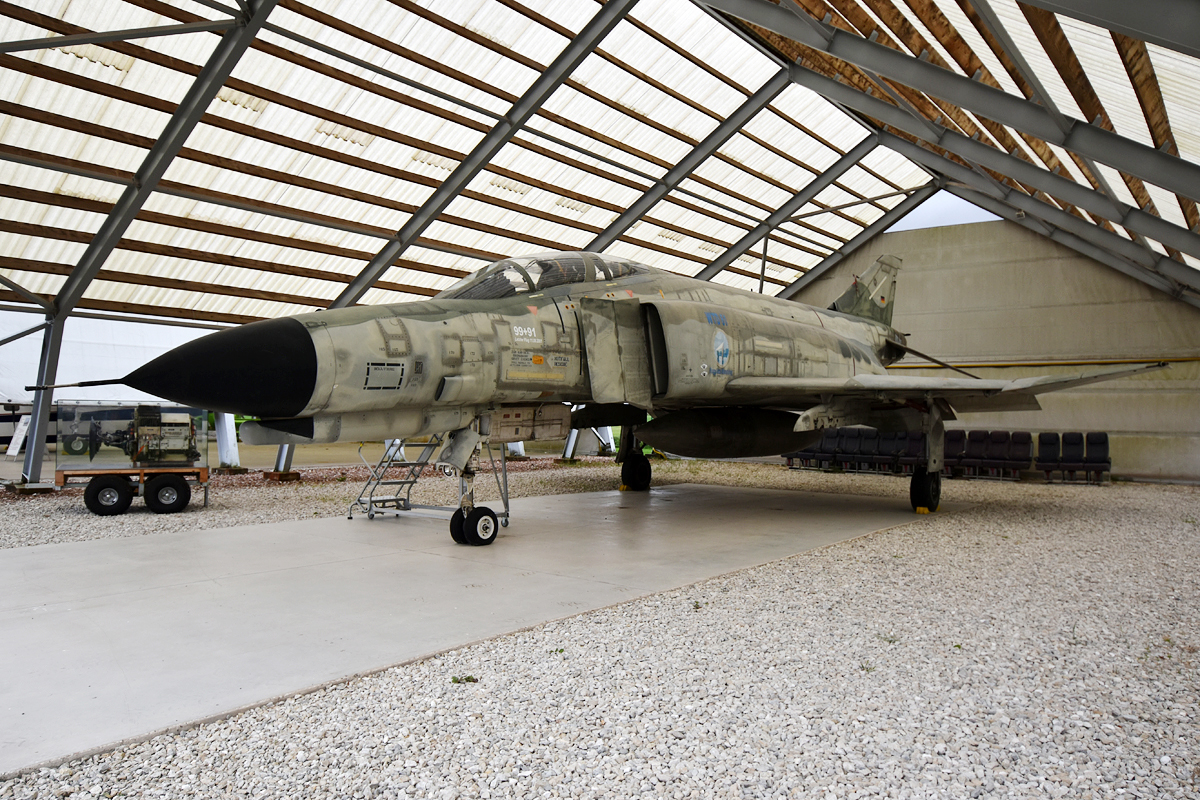
McDonnell Douglas F-4F Phantom II

- F-104 ASA Starfighter (von der italienischen Luftwaffe)
- MiG-21bis (von der polnischen Luftwaffe)
- Saab J35 Draken (Dauerleihgabe des schwedischen Luftwaffenmuseums)
- MiG-23MLD
- Saab JA 37 Viggen (Dauerleihgabe des schwedischen Luftwaffenmuseums)
- SEPECAT Jaguar GR.3 der Royal Air Force
- Panavia Tornado F.3 der Royal Air Force
- Saab J32 Lansen (Dauerleihgabe des schwedischen Luftwaffenmuseums)
- Suchoi Su-22M4
- McDonnell Douglas F-4 Phantom II der deutschen Luftwaffe
- Hawker Siddeley Harrier

Bomber
- Suchoi Su-24

Agrarflugzeuge
- Zlín Z-37
- Antonow An-2

Passagierflugzeuge
- Tupolew Tu-134A3
- Jak-40
- An-2P
- Aero Commander 680FL

Hubschrauber
- Mil Mi-2RL
- Mil Mi-8
- Robinson R22 (ohne Triebwerk)
- Robinson R44 (ehemals estnische Luftwaffe)
- Schweizer S-300
- Kamow Ka-26

Flugzeugantriebe
Der Schwerpunkt dieser Sammlung liegt bei der Präsentation von Jet-Antrieben. Allerdings wird das Gesamtbild von Antrieben wie der Klimow GTD-350-Turbine, die im Mil Mi-2 eingesetzt wurde, und dem Motor einer Antonow An-2 abgerundet.
- Jak-28PP Jet-Triebwerk
- Il-76 Jet-Triebwerk

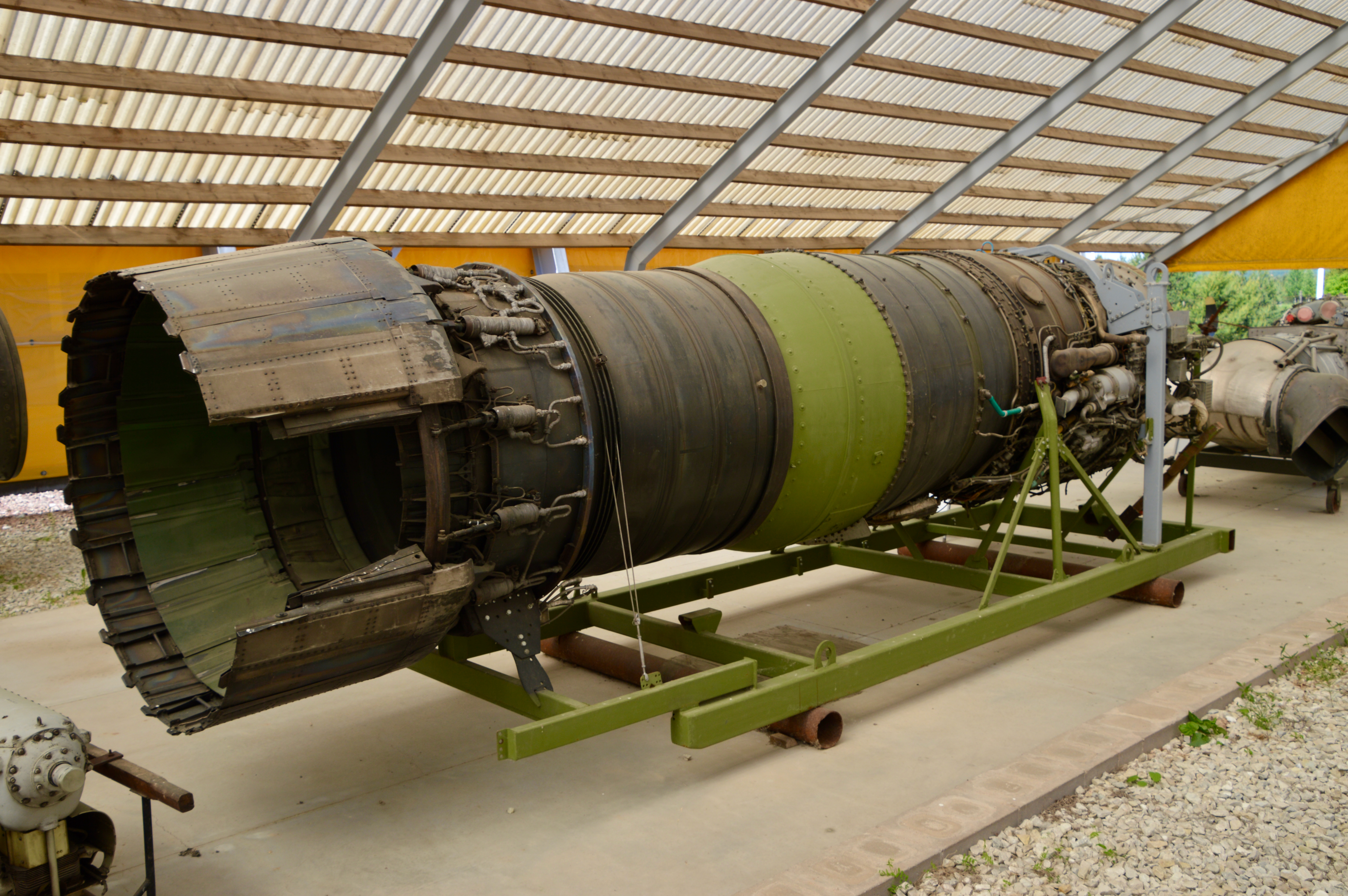
Turmanski R-15BD-300 für MiG-25

- F-104 ASA Starfighter Jet-Triebwerk
- Saab 32 Lansen Jet-Triebwerk
- MiG-25 Jet-Triebwerk
- R44 Hubschrauber-Triebwerk
- Wilga 35 Kolbenmotor
- An-2 Kolbenmotor
- Mil Mi-2 Turbine
- S-75 Raketentriebwerk

Flugverkehrskontrolle und Radar
Bei den Radaren werden sowohl Boden- als auch Flugzeugradare präsentiert. Für die militärische Luftraumüberwachung steht das P-37-System (NATO-Codename: Bar Lock), als Beispiel für Flugzeug-Radarsysteme werden Radarsysteme der Jak-28PP, der Saab Draken und der Iljuschin Il-76 gezeigt, aus dem zivilen Sektor stammen das Tesla-OPRL-4-Radar, das zuvor auf dem Flughafen Kuressaare seinen Dienst tat, eine Antenne eines DRL-7SK-Radars, die zuvor am Flughafen Tartu eingesetzt war und ein Präzisionsanflugradar des Typs PN-671.
Luftverteidigung

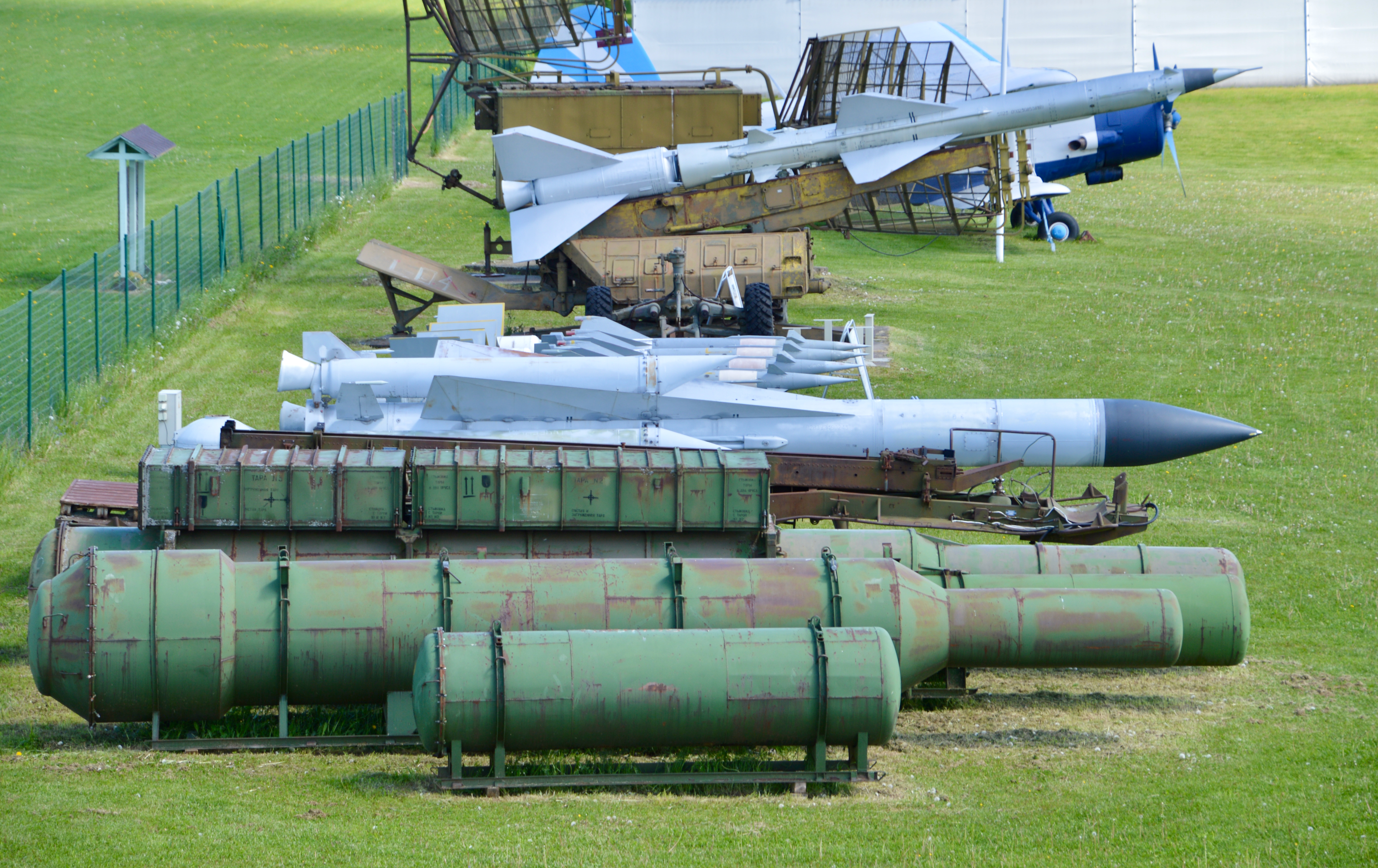
Luftabwehrraketen und deren Transportbehälter

Die Objekte der Luftabwehr bestehen hauptsächlich aus sowjetischen Flugabwehrraketen; so werden alle Muster gezeigt, die während des Kalten Krieges auf dem Territorium Estlands stationiert waren, wie SA-6- und SA-8-Raketen, es werden aber auch eine deutsche 8,8-cm-Flak und eine dänische Madsen 20 mm Kanone gezeigt.
- Flugabwehrrakete S-75
- Flugabwehrrakete S-125
- Flugabwehrrakete S-200
- Flugabwehrraketensystem 2K12 Kub
- Flugabwehrrakete 9K33 Osa
- Flugabwehrkanone 8,8 cm
- Flugabwehrkanone Madsen 2,0 cm

Luftfahrtattraktionen
In diesem Bereich können die Besucher in Simulatoren selber ein Flugzeug fliegen oder einen Fallschirmsprung absolvieren.